# Поршневой насос
Поршневой насос (плунжерный насос) — один из видов объёмных гидромашин, в котором вытеснителями являются один или несколько поршней (плунжеров), совершающих возвратно-поступательное движение.
В отличие от многих других объёмных насосов, поршневые насосы не являются обратимыми, то есть они не могут работать в качестве гидродвигателей из-за наличия клапанной системы распределения.
Поршневые насосы не следует путать с роторно-поршневыми, к которым относятся, например, аксиально-поршневые и радиально-поршневые насосы.

## Принцип работы

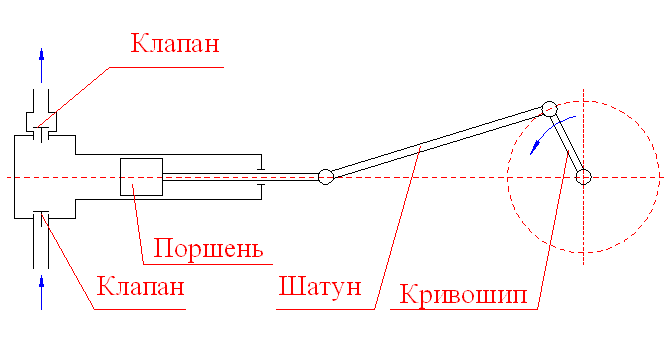
Рис. 1. Конструктивная схема простейшего поршневого насоса одностороннего действия

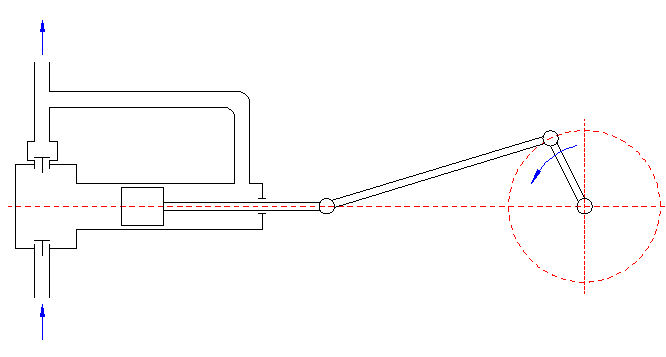
Рис. 2. Дифференциальная схема включения поршневого насоса. Во время движения поршня влево часть жидкости отводится в штоковую полость, объём которой меньше объёма вытесняемой жидкости за счёт того, что часть объёма штоковой полости занимает шток

Принцип работы таков: за счёт поступательного движения поршня создаётся разрежение в полости под ним, и туда засасывается жидкость из подводящего (всасывающего) трубопровода. При обратном движении поршня на всасывающем трубопроводе закрывается клапан, предотвращающий протечку жидкости обратно, и открывается клапан на нагнетательном трубопроводе, который был закрыт при всасывании. Туда вытесняется жидкость, которая находилась под поршнем, и процесс повторяется. Недостаток такого насоса в том, что жидкость движется по трубопроводу с различной скоростью (скачками). Этот момент обычно обходят созданием насосов, в которых несколько поршней. Основное преимущество в том, что он способен закачивать жидкость, будучи в момент пуска незаполненным ею (сухое всасывание), и поэтому применяется обычно там, где этим преимуществом необходимо воспользоваться. 

Рис. 3.Принцип работы поршня

Одной из разновидностей поршневого насоса является диафрагменный насос.

## Борьба с пульсацией
Одним из недостатков поршневых насосов, как и других объёмных насосов, являются пульсации подачи и давления. Пульсации можно уменьшить, расположив несколько поршней в ряд и соединив их с одним валом таким образом, чтобы циклы их работы были сдвинуты друг относительно друга по фазе на равные углы. Другим способом борьбы с пульсацией является использование дифференциальной схемы включения насоса (рис. 2), при которой нагнетание жидкости осуществляется не только во время прямого хода поршня, но и во время обратного хода.
Также широко применяют насосы двустороннего действия, у которых как поршневая, так и штоковая полость имеют (в отличие от дифференциальной схемы включения) свою клапанную систему распределения. У таких насосов коэффициент пульсаций ниже, а КПД выше, чем у насосов одностороннего действия (рис. 1).
Для борьбы с пульсацией также применяют гидроаккумуляторы, которые в момент наибольшего давления запасают энергию, а в момент спада давления отдают её.

## Применение
Поршневые насосы используются с глубокой древности. Известно их применение для целей водоснабжения со II века до нашей эры. В настоящее время поршневые насосы используются в системах водоснабжения, в пищевой и химической промышленности, в быту. Диафрагменные насосы используются, например, в системах подачи топлива в двигателях внутреннего сгорания.